# Liste der Baudenkmäler in Kirchzell
Auf dieser Seite sind die Baudenkmäler in dem unterfränkischen Markt Kirchzell zusammengestellt. Diese Tabelle ist eine Teilliste der Liste der Baudenkmäler in Bayern. Grundlage ist die Bayerische Denkmalliste, die auf Basis des Bayerischen Denkmalschutzgesetzes vom 1. Oktober 1973 erstmals erstellt wurde und seither durch das Bayerische Landesamt für Denkmalpflege geführt wird. Die folgenden Angaben ersetzen nicht die rechtsverbindliche Auskunft der Denkmalschutzbehörde.
 Diese Liste gibt den Fortschreibungsstand vom 16. April 2020 wieder und enthält 36 Baudenkmäler.
In dieser Kartenansicht sind Baudenkmäler ohne Koordinaten mit einem roten bzw. orangen Marker dargestellt und können in der Karte gesetzt werden. Baudenkmäler ohne Bild sind mit einem blauen bzw. roten Marker gekennzeichnet, Baudenkmäler mit Bild mit einem grünen bzw. orangen Marker.

## Baudenkmäler nach Gemeindeteilen

### Kirchzell
| Lage                           | Objekt                            | Beschreibung | Akten-Nr.              | Bild        |
| ------------------------------ | --------------------------------- | --- | ---------------------- | ----------- |
| Amorbacher Straße (Standort)   | Gedenkstein                       | Form eines Bildstocks mit Relieftafel ‚Kriegsheimkehrer unter Kruzifix‘, Sandstein mit Bronzetafel, nach 1918 | D-6-76-131-7 Wikidata  | Gedenkstein |
| Amorbacher Straße 3 (Standort) | Kruzifix                          | Wegkreuz, Sandstein mit gusseisernem Korpus, bezeichnet 1905 | D-6-76-131-37 Wikidata | BW          |
| Gabelbach (Standort)           | St. Nepomuk-Statue                | Sandstein, bezeichnet 1766 | D-6-76-131-9 Wikidata  | BW          |
| Hauptstraße 45 (Standort)      | Bildstock                         | Prozessionsaltar mit Reliefretabel 'Kreuzfall' über Mensa und Giebelfiguren 'Hl. Joh. Bap., Hl. Georg, Hl. Franz von Assisi', Sandstein, bezeichnet 1712 | D-6-76-131-2 Wikidata  | BW          |
| Hauptstraße 47 (Standort)      | Katholische Pfarrkirche Herz Jesu | einschiffiger kreuzrippengewölbter schiefergedeckter Satteldachbau, Langhaus mit Strebepfeilern und angebauter Sakristei, eingezogener 5/8-Chor und vorgestellter Turm über quadratischem Grundriss mit Achteck-Spitzhelm ebenfalls mit Schieferdeckung, unverputzter Sandstein mit Werksteingliederungen, neugotisch, 1873; mit Ausstattung | D-6-76-131-3 Wikidata  | BW          |
| Hauptstraße 49, 51 (Standort)  | Handelshaus und Wohnhaus          | Doppelhaus, zweigeschossiger Walmdachbau, unverputzter Sandstein mit Werksteingliederungen, spätklassizistisch, bezeichnet 1831 | D-6-76-131-4 Wikidata  | BW          |
| Im Steinig (Standort)          | Bildstock                         | Prozessionsaltar mit Pfeiler und Reliefaufsatz 'Kruzifix', Sandstein 1621, 1960 verändert | D-6-76-131-1 Wikidata  | BW          |
| Marktplatz 1 (Standort)        | Rathaus                           | dreiseitig freistehender zweigeschossiger Fachwerkbau mit vorkragendem Obergeschoss, 2. Hälfte 15. Jahrhundert, Erdgeschoss verändert, Außentreppe sowie Flachsatteldach mit blechgedecktem Giebelreiter Ende 19. Jahrhundert | D-6-76-131-5 Wikidata  | BW          |
| Pfarrgasse 1 (Standort)        | Pfarrhof                          | Pfarrhaus, traufständiger zweigeschossiger Halbwalmdachbau auf hohem Kellergeschoss, Freitreppe vor Portal mit Ädikulaaufsatz 'Guter Hirte', unverputzter Sandstein mit Werksteingliederungen, 1819 | D-6-76-131-6 Wikidata  | BW          |
| Pfarrgasse 1 (Standort)        | Pfarrhof                          | Pfarrhofmauer, Sandstein, 18./19. Jahrhundert | D-6-76-131-6 Wikidata  | BW          |
| Pfarrgasse 1 (Standort)        | Pfarrhof                          | rundbogiges Hoftor, Sandstein, 18. /19. Jahrhundert | D-6-76-131-6 Wikidata  | BW          |

### Breitenbach
| Lage                                                          | Objekt                                                      | Beschreibung | Akten-Nr.              | Bild |
| ------------------------------------------------------------- | ----------------------------------------------------------- | --- | ---------------------- | ---- |
| Ausschlag (Standort)                                          | Bildstock                                                   | Pfeiler mit Satteldach-Nischenaufsatz, monolithischer Sandstein, Ende 17. Jahrhundert | D-6-76-131-13 Wikidata | BW   |
| Ausschlag (Standort)                                          | Heiligenfigur                                               | Madonna mit Kind auf Inschriftpfeiler, Sandstein, bezeichnet 1711 | D-6-76-131-14 Wikidata | BW   |
| Breitenbach 1 (Standort)                                      | Ehemaliges Wohnstallhaus                                    | eingeschossiger teilweise verschindelter Fachwerkbau mit Satteldach, 18. Jahrhundert, Erdgeschoss im Stallteil beim Umbau zu Wohnzwecken massiv erneuert, Sandstein, 19./Anfang 20. Jahrhundert                                | D-6-76-131-12 Wikidata | BW   |
| Breitenbach 3, Glaswiesen (Standort)                          | Brunnenhaus                                                 | niedriger kleiner Sandsteinbau mit Satteldach aus verklammerten Sandsteinplatten mit kreuzbekröntem Giebel, davor halbrundes Bassin mit Stufen, bezeichnet 1752                                                                | D-6-76-131-11 Wikidata | BW   |
| Breitenbach 3, Glaswiesen, Straße nach Breitenbuch (Standort) | Bildstock                                                   | 17. Jahrhundert nicht nachqualifiziert, im Bayerischen Denkmal-Atlas nicht kartiert | D-6-76-131-15          | BW   |
| Breitenbach 4 (Standort)                                      | Katholische Wallfahrtskapelle St. Wendelin und St. Nikolaus | Saalbau mit fluchtendem dreiseitigen Chor und angebauter Sakristei, Langhaus mit Satteldach und verschiefertem Dachreiter mit welscher Haube, Sakristei mit Walmdach, unverputzter Sandstein, bezeichnet 1741; mit Ausstattung | D-6-76-131-10 Wikidata | BW   |
| Glaswiesen (Standort)                                         | Bildstock                                                   | Nischenbildstock mit Tonnendach und Stumpf einer Bekrönung, monolithischer Sandstein, bezeichnet 148(3) und 1876 | D-6-76-131-16 Wikidata | BW   |

### Breitenbuch
| Lage                      | Objekt                            | Beschreibung | Akten-Nr.              | Bild                              |
| ------------------------- | --------------------------------- | --- | ---------------------- | --------------------------------- |
| Breitenbuch 24 (Standort) | Katholische Filialkirche St. Anna | Saalbau mit eingezogenem dreiseitig schließendem Chor, seitlichem Sakristeianbau und Eingangsvorhalle, Langhaus mit Ziegel-Satteldach, verschieferter Giebelreiter mit Blechpyramidendach und Zwerchgiebeln, Sakristei und Vorhalle mit verschiefertem Walmdach, Sandsteinquaderbau, neugotisch, bezeichnet 1897; mit Ausstattung | D-6-76-131-17 Wikidata | Katholische Filialkirche St. Anna |
| Oberer Wald (Standort)    | Wegkreuz                          | Kruzifix auf hohem Postament, Sandstein, bezeichnet 1857 | D-6-76-131-18 Wikidata | BW                                |

### Buch
| Lage               | Objekt    | Beschreibung | Akten-Nr.              | Bild |
| ------------------ | --------- | --- | ---------------------- | ---- |
| Buch 14 (Standort) | Bildstock | Bildsäule mit Reliefaufsatz 'Hl. Valentin', Sandstein, Rokoko, bezeichnet 1766 Prozessionsaltar Mitte 18. Jahrhundert | D-6-76-131-19 Wikidata | BW   |
| In Buch (Standort) | Steinsteg | zwei Sandsteinmonolithen, 19. Jahrhundert                                                                             | D-6-76-131-35 Wikidata | BW   |

### Dörnbach
| Lage                   | Objekt    | Beschreibung | Akten-Nr.              | Bild      |
| ---------------------- | --------- | --- | ---------------------- | --------- |
| Dörnbach 4 (Standort)  | Bauernhof | Bauernhaus, freistehender eingeschossiger Satteldachbau mit hohem Kellergeschoss, Sandstein, 18./19. Jahrhundert    | D-6-76-131-20 Wikidata | Bauernhof |
| Dörnbach 4 (Standort)  | Bauernhof | Scheune, freistehender Fachwerkbau, teilweise durch Sandsteinmauerwerk ersetzt, mit Satteldach, 18./19. Jahrhundert | D-6-76-131-20 Wikidata | BW        |
| Steinbuckel (Standort) | Bildstock | Pfeiler mit Satteldach-Nischenaufsatz, Sandstein, um 1700                                                           | D-6-76-131-36 Wikidata | BW        |
| Steinbuckel (Standort) | Bildstock | Pfeiler mit Reliefaufsatz 'Hl. Familie', Sandstein, bezeichnet 1800, überarbeitet                                   | D-6-76-131-21 Wikidata | BW        |

### Hofmühle
| Lage                  | Objekt | Beschreibung | Akten-Nr.              | Bild |
| --------------------- | ------ | --- | ---------------------- | ---- |
| Hofmühle 1 (Standort) | Mühle  | Wohnhaus, zweigeschossiger Walmdachbau, Sandsteinquader mit Werksteingliederungen, spätklassizistisch, bezeichnet 1829 | D-6-76-131-22 Wikidata | BW   |
| Hofmühle 1 (Standort) | Mühle  | rückwärtige Fachwerkscheune, Satteldachbau, 18./19. Jahrhundert                                                        | D-6-76-131-22 Wikidata | BW   |
| Hofmühle 1 (Standort) | Mühle  | Gartenmauer, Sandstein, 18./19. Jahrhundert, zum Haus hin auf altem Grundriss durch Staketenzaun ersetzt               | D-6-76-131-22 Wikidata | BW   |

### Ottorfszell
| Lage                           | Objekt                               | Beschreibung | Akten-Nr.              | Bild                                 |
| ------------------------------ | ------------------------------------ | --- | ---------------------- | ------------------------------------ |
| Ernsttaler Straße 3 (Standort) | Katholische Filialkirche St. Barbara | Saalbau mit eingezogenem kreuzgratgewölbtem gerade schließendem Chor, Sakristeianbau, Satteldach mit verschiefertem Giebelreiter mit Zwiebelhaube, offene Vorhalle auf Pfeilern mit Satteldach. Putzbau mit Werksteingliederungen, Heimatstil, 1909/10; mit Ausstattung | D-6-76-131-23 Wikidata | Katholische Filialkirche St. Barbara |
| Klingenweg 3 (Standort)        | Bildstock                            | Pfeiler mit Satteldachnischenaufsatz, Kreuzrelief, Sandstein, bezeichnet 1602, Bleikorpus jünger | D-6-76-131-24 Wikidata | BW                                   |

### Preunschen
| Lage                                                | Objekt                                                          | Beschreibung | Akten-Nr.              | Bild                     |
| --------------------------------------------------- | --------------------------------------------------------------- | --- | ---------------------- | ------------------------ |
| Baumäcker (Standort)                                | Ehemaliger Kellereingangsbogen                                  | Sandstein, 16. Jahrhundert, seit 1997 in Dorfbrunnen verbaut | D-6-76-131-30 Wikidata | BW                       |
| Baumäcker 2 (Standort)                              | Katholische Filialkirche St. Antonius von Padua und St. Erasmus | Langhaus mit Satteldach und verschiefertem Giebelreiter mit Spitzhelm, unverputzter Sandstein, bezeichnet 1783, Erweiterung zusammen mit Sakristei unter höherem Frackdach, unverputzter Sandstein, bezeichnet 1922; mit Ausstattung                                                    | D-6-76-131-27 Wikidata | BW                       |
| Bergstraße 2 (Standort)                             | Bildstock                                                       | Relieftafel 'Hl. Sebastian und Engelskopf, grauer Sandstein, 1. Hälfte 19. Jahrhundert, auf Postament, Sandstein, bezeichnet 1690 und Pfeiler, Sandstein, bezeichnet 1781 | D-6-76-131-28 Wikidata | BW                       |
| Dorfstraße 4 (Standort)                             | Ehemaliges Wohnstallhaus                                        | jetzt Museum, eingeschossiges teilweise verschindeltes Fachwerkhaus mit Frackdach, Firstständerbau um 1475, Kellersockel bezeichnet 1601, 1980 hierher versetzt | D-6-76-131-26 Wikidata | Ehemaliges Wohnstallhaus |
| Dorfstraße 15 (Standort)                            | Bildstock                                                       | Pfeiler mit Satteldach-Nischenaufsatz, Sandstein, 17./18. Jahrhundert | D-6-76-131-29 Wikidata | BW                       |
| Schloßberg-Ruine Wildenburg (Standort)              | Burgruine                                                       | um 1200–1230 errichtet als Edelherrensitz, Verbindung durch Parzival-Epos mit Wolfram von Eschenbach, 1271 Verkauf an das Hochstift Mainz, 1356 Erdbebenschäden und Wiederherstellung, im Bauernkrieg 1525 eingeäschert, seitdem Ruine, Sicherungsarbeiten seit dem 19. Jahrhundert     | D-6-76-131-25 Wikidata | weitere Bilder           |
| Schloßberg-Ruine Wildenburg (Standort)              | Palas                                                           | zweigeschossiger unterkellerter Saalbau in Quadermauerwerk ehemals durch Säulenreihe unterteilt mit mächtigem Kamin im Erdgeschoss, reiche spätromanische / frühgotische Fensterformen im Obergeschoss, miteinbezogener Ostturm über quadratischem Grundriss, 1. Hälfte 13. Jahrhundert | D-6-76-131-25 Wikidata | weitere Bilder           |
| Schloßberg-Ruine Wildenburg (Standort)              | Bergfried                                                       | über quadratischem Grundriss in Buckelquadermauerwerk mit Zinnenabschluss, 1. Hälfte 13. Jahrhundert | D-6-76-131-25 Wikidata | Bergfried                |
| Schloßberg-Ruine Wildenburg (Standort)              | Torbau                                                          | zweigeschossiger Quaderbau, im Erdgeschoss ehemals kreuzrippengewölbte Durchfahrt, Obergeschoss mit halbrund vortretendem Kapellenerker, romanisch, 1. Hälfte 13. Jahrhundert | D-6-76-131-25 Wikidata | BW                       |
| Schloßberg-Ruine Wildenburg (Standort)              | Wohnbau                                                         | zweigeschossiger Bau mit Biforienfenstern und Kamin, romanisch, 1. Hälfte 13. Jahrhundert | D-6-76-131-25 Wikidata | weitere Bilder           |
| Schloßberg-Ruine Wildenburg (Standort)              | Ringmauer                                                       | im Westen als Schildmauer aufgeführt, mit zwei Halsgräben und Resten von Brückenpfeilern und der Vorburg, 1. Hälfte 13. Jahrhundert | D-6-76-131-25 Wikidata | BW                       |
| Schloßberg-Ruine Wildenburg; Schloßberg (Standort)  | Zwischenmauer                                                   | über den Burghof mit Spitzbogenportal, Bogenfries und Ecktürmchen, gotisch, um 1445 | D-6-76-131-25 Wikidata | weitere Bilder           |
| St 2311; Straße nach Amorbach, bei Abzweig Mudau () | Bildstock                                                       | 1699 nicht nachqualifiziert, im Bayerischen Denkmal-Atlas nicht kartiert | D-6-76-131-8 Wikidata  |                          |

### Watterbach
| Lage                     | Objekt                                                         | Beschreibung | Akten-Nr.              | Bild         |
| ------------------------ | -------------------------------------------------------------- | --- | ---------------------- | ------------ |
| In Watterbach (Standort) | Bildhäuschen                                                   | Postament mit ornamentierter Werkstein-Ädikula und Dreiecksgiebel mit Kugelbekrönung in Form eines römischen Grabmals, Sandstein um 1900, verglaste und neu vergitterte Nische mit eingestellter Pietà | D-6-76-131-34 Wikidata | Bildhäuschen |
| Watterbach 22 (Standort) | Katholische Filialkirche St. Sebastian mit Kirchhofbefestigung | Kirche, Saalbau mit eingezogenem dreiseitig schließendem Chor und Satteldach, Schaugiebel mit Portal und Figurennischen, verschieferter Giebelreiter mit Zwiebelhaube, unverputzter Sandsteinbau mit Werksteinkanten und -rahmungen, bezeichnet 1779, späterer Sakristeianbau mit Walmdach; mit Ausstattung | D-6-76-131-32          | BW           |
| Watterbach 22 (Standort) | Kirchhofbefestigung                                            | Stütz- und Böschungsmauer mit Stützpfeilern, Sandstein, 18. Jahrhundert | D-6-76-131-32          | BW           |
| Watterbach 41 (Standort) | Mühle                                                          | 18./19. Jahrhundert | D-6-76-131-33 Wikidata | BW           |